# Rodney Stuckey
Rodney Norvell Stuckey (Seattle, Washington, 21 de abril de 1986) es un exjugador de baloncesto estadounidense que disputó 10 temporadas en la NBA. Con 1,96 metros de estatura, jugaba en las posiciones de base y escolta.

## Carrera

### Universidad
Stuckey acudió al Kentwood High School en Kent, Washington, desde donde pasó a la Universidad de Eastern Washington. Allí gozó de dos temporadas brillantes, ofreciendo unos números muy buenos.
Debutó en la temporada 2005-06 promediando 24.2 puntos, 4.8 rebotes, 4.1 asistencias y 2.2 robos. Sorprendió a toda la NCAA con 45 puntos ante Northern Arizona. Debutó frente a Pacific Lutheran con un doble-doble, 14 puntos y 10 asistencias.
Implantó un nuevo récord en su universidad con 726 puntos en una temporada liderando la Big Sky en anotación y se alzó con el MVP de la Big Sky.
Como sophomore en la temporada 2006-07 lideró nuevamente la Big Sky en puntos y acabó 7.º en el país con 24.6, además de 4.7 rebotes, 5.5 asistencias (2.º de la Big Sky) y 2.4 robos de promedio. Frente a Portland State anotó su máximo de la temporada con 36 puntos. Llegó o superó nueve veces los 30 puntos.
En solo dos temporadas anotó 1.438 puntos, cogió 279 rebotes, repartió 283 asistencias y robó 145 balones. En sendas campañas fue nombrado honorable mención All-America por The Associated Press y All-Big Sky Conference.
Llevó el número 3 en Eastern Washington en honor a su jugador favorito, Dwyane Wade.

#### Estadísticas
| Año     | Equipo             | PJ | PT | MPP  | %TC  | %3P  | %TL  | RPP | APP | ROB | TPP | PPP  |
| ------- | ------------------ | -- | -- | ---- | ---- | ---- | ---- | --- | --- | --- | --- | ---- |
| 2005–06 | Eastern Washington | 30 | 30 | 33.0 | .490 | .372 | .760 | 4.8 | 4.1 | 2.2 | 0.3 | 24.2 |
| 2006–07 | Eastern Washington | 29 | 29 | 33.3 | .453 | .267 | .846 | 4.7 | 5.5 | 2.4 | 0.3 | 24.6 |

### Profesional

#### Detroit Pistons (2007-2014)
Stuckey fue elegido por Detroit Pistons en el puesto 15 de 1.ª ronda del Draft de la NBA de 2007. En su primera campaña fue elegido en el segundo quinteto de rookies.
Durante su segunda temporada, el 23 de diciembre de 2008 logró su mejor marca personal al anotar 40 puntos ante Chicago Bulls. Esa temporada también anotaría 38 puntos ante Sacramento Kings. En el All-Star de 2009 jugó en el equipo de los sophomores.

#### Indiana Pacers (2014-2017)
Tras siete temporadas con los Pistons, el 21 de julio de 2014, firmó con los Indiana Pacers.
El 21 de julio de 2015, renueva con los Pacers por tres temporadas y $21 millones.
En marzo de 2017, tras sufrir una lesión, fue cortado por los Pacers, y ya no volvió a jugar como profesional.

## Estadísticas de su carrera en la NBA

### Temporada regular
| Año     | Equipo  | PJ  | PT  | MPP  | %TC  | %3P  | %TL  | RPP | APP | ROB | TPP | PPP  |
| ------- | ------- | --- | --- | ---- | ---- | ---- | ---- | --- | --- | --- | --- | ---- |
| 2007-08 | Detroit | 57  | 2   | 19.0 | .401 | .188 | .814 | 2.3 | 2.8 | .9  | .1  | 7.6  |
| 2008-09 | Detroit | 79  | 65  | 31.9 | .439 | .295 | .803 | 3.5 | 4.9 | 1.0 | .1  | 13.4 |
| 2009-10 | Detroit | 73  | 67  | 34.2 | .405 | .228 | .833 | 3.8 | 4.8 | 1.4 | .2  | 16.6 |
| 2010-11 | Detroit | 70  | 54  | 31.2 | .439 | .289 | .866 | 3.1 | 5.2 | 1.1 | .1  | 15.5 |
| 2011-12 | Detroit | 55  | 48  | 29.9 | .429 | .317 | .834 | 2.6 | 3.8 | .8  | .2  | 14.8 |
| 2012-13 | Detroit | 76  | 24  | 28.6 | .406 | .302 | .783 | 2.8 | 3.6 | .7  | .2  | 11.5 |
| 2013-14 | Detroit | 73  | 5   | 26.7 | .436 | .273 | .836 | 2.3 | 2.1 | .7  | .1  | 13.9 |
| 2014-15 | Indiana | 71  | 36  | 26.4 | .440 | .390 | .819 | 3.5 | 3.1 | .8  | .1  | 12.6 |
| 2015-16 | Indiana | 58  | 1   | 22.0 | .413 | .241 | .829 | 2.7 | 2.4 | .7  | .1  | 8.9  |
| 2016-17 | Indiana | 39  | 0   | 17.8 | .373 | .317 | .748 | 2.2 | 2.2 | .4  | .0  | 7.2  |
| Total   | Total   | 612 | 302 | 28.1 | .425 | .298 | .827 | 3.0 | 3.7 | .9  | .2  | 12.9 |

### Playoffs
| Año   | Equipo  | PJ | PT | MPP  | %TC  | %3P  | %TL  | RPP | APP | ROB | TPP | PPP  |
| ----- | ------- | -- | -- | ---- | ---- | ---- | ---- | --- | --- | --- | --- | ---- |
| 2008  | Detroit | 17 | 2  | 22.4 | .371 | .286 | .879 | 1.9 | 3.4 | 1.1 | .1  | 8.2  |
| 2009  | Detroit | 4  | 4  | 32.0 | .393 | .000 | .857 | 2.3 | 5.3 | .0  | .0  | 15.0 |
| 2016  | Indiana | 7  | 0  | 17.9 | .395 | .500 | .556 | 2.1 | 2.0 | .6  | .1  | 6.3  |
| Total | Total   | 28 | 6  | 22.6 | .382 | .280 | .840 | 2.0 | 3.3 | .8  | .1  | 8.7  |